# Neocheiridium chilense
Espèce
Neocheiridium chilense est une espèce de pseudoscorpions de la famille des Cheiridiidae.

## Distribution
Cette espèce est endémique du Chili.

## Étymologie
Son nom d'espèce, composé de chil[e] et du suffixe latin -ensis, « qui vit dans, qui habite », lui a été donné en référence au lieu de sa découverte, le Chili.

## Publication originale
- Vitali-di Castri, 1962 : La familia Cheiridiidae (Pseudoscorpionida) en Chile. Investigaciones Zoológicas Chilenas, vol. 8, p. 119-142.